# Frank Willem van Ketwich Verschuur
Frank Willem van Ketwich Verschuur (Zwolle, 25 augustus 1909 – Zeist, 10 juli 1998) was een Nederlands burgemeester. Hij was aanvankelijk lid van de Partij van de Vrijheid en later van de VVD.

## Loopbaan
Van Ketwich Verschuur studeerde rechten. In 1937 werd hij rijksinspecteur en vanaf 1945 was hij rijkshoofdinspecteur van verkeer in de drie noordelijke provincies voor het ministerie van Verkeer en Waterstaat. Hij werd in 1947 benoemd tot burgemeester van Haren. Hij was daarnaast onder meer voorzitter van het Meerschap. Hij legde per 1 september 1974 in verband met zijn pensioen het burgemeestersambt neer. Van 1974 tot 1981 was hij voorzitter van de Werkgeversvereniging openbare bibliotheken.

## Privéleven
Van Ketwich Verschuur is een zoon van Evert van Ketwich Verschuur, die onder meer burgemeester van Groningen was, en diens vrouw Jeanette Justine van den Berg. Hij trouwde in Arnhem op 20 juni 1936 met Catharina Johanna Rink (1908-1983). Na haar overlijden hertrouwde hij te Maarn op 8 mei 1985 met Henriëtte Christine Carstens (1913). Hij heeft vier kinderen. Zijn zoon Jan Dirk van Ketwich Verschuur (1939-1988) was burgemeester van Breukelen en Wageningen.